# 869
| [ Edytuj tabelę ]          |                                           |
| Król Anglii                | - 866 Ethelred I 871                      |
| Hrabia Aragonii            | - 867 Aznar II Galíndez 893               |
| Hrabia Barcelony           | - 865 Bernard z Gocji 878                 |
| Cesarz Bizancjum           | - 867 Bazyli I Macedończyk 886            |
| Chan Bułgarii              | - 852 Borys I Michał 889                  |
| Cesarz Chin                | - 859 Tang Yizong 873                     |
| Książę Czech               | - 850 Gościwit 870                        |
| Władca Egiptu              | - 868 Ahmad Ibn Tulun 884                 |
| Król Franków wschodnich    | - 855 Ludwik II Niemiecki 875             |
| Król Franków zachodnich    | - 843 Karol II Łysy 877                   |
| Cesarz Japonii             | - 858 Seiwa 876                           |
| Kalif                      | - 866 Al-Mu’tazz 869 - 869 Al-Muhtadi 870 |
| Król Khmerów               | - 850 Dżajawarman III 877                 |
| Patriarcha Konstantynopola | - 867 Ignacy I 877                        |
| Król Leónu                 | - 866 Alfons III Wielki 910               |
| Król Mercji                | - 852 Burgred 874                         |
| Król Nawarry               | - 851 García Íñiguez 880                  |
| Papież                     | - 867 Hadrian II 872                      |
| Hrabia Portugalii          | - 868 Vimara Peres 873                    |
| Cesarz rzymski             | - 850 Ludwik II 875                       |
| Książę Saksonii            | - 866 Bruno 880                           |
| Król Szkocji               | - 862 Konstantyn I 877                    |
| Doża Wenecji               | - 864 Orso I Partecipazio 881             |
| Książę wielkomorawski      | - 846 Rościsław 870                       |

Rok 869 / DCCCLXIX
stulecia: VIII wiek ~
IX wiek ~
X wiek

lata: 859 «
864 «
865 «
866 «
867 «
868 «
869
» 870
» 871
» 872
» 873
» 874
» 879

## Wydarzenia
- Europa
  - Sobór w Konstantynopolu

## Urodzili się
- 2 stycznia – Yōzei, 57. cesarz Japonii (zm. 949)
- Ch'anyu Togwang, koreański mistrz sŏn (zm. 958)

## Zmarli
- 14 lutego – święty Cyryl, grecki misjonarz prowadzący akcję chrystianizacyjną wśród Słowian
- Dongshan Liangjie – chiński mistrz chan, założyciel szkoły caodong (ur. 807)
- Hyŏnuk – koreański mistrz sŏn (jap. zen) (ur. 787)
- Lotar II, władca Lotaryngii